# Tak na oko
Tak na oko – singel polskiej piosenkarki Margaret z jej drugiego minialbumu, zatytułowanego Gelato. Singel został wydany 25 czerwca 2021.
Kompozycja znalazła się na 18. miejscu listy AirPlay – Top, najczęściej odtwarzanych utworów w polskich rozgłośniach radiowych. Nagranie otrzymało w Polsce status platynowego singla, przekraczając liczbę 50 tysięcy sprzedanych kopii.

## Geneza utworu i historia wydania
Piosenka została napisana i skomponowana przez Małgorzatę Jamroży i Piotra Kozieradzkiego, który również odpowiada za produkcję utworu.
Singel ukazał się w formacie digital download 25 czerwca 2021 w Polsce za pośrednictwem wytwórni płytowej Gaja Hornby Records w dystrybucji Sony Music Entertainment Poland. Piosenka została umieszczona na drugim minialbumie Margaret – Gelato.
Kompozycja została nominowana do nagrody Bursztynowego Słowika na Top of the Top Sopot Festival 2021.
2 sierpnia 2021 utwór w wersji akustycznej został wykonany w ramach cyklu „ZET Akustycznie”.

## „Tak na oko” w stacjach radiowych
Nagranie było notowane na 18. miejscu w zestawieniu AirPlay – Top, najczęściej odtwarzanych utworów w polskich rozgłośniach radiowych.

## Teledysk
Do utworu powstał teledysk w reżyserii Krzysztofa Wróbla, który udostępniono w dniu premiery singla za pośrednictwem serwisu YouTube.

## Lista utworów
- Digital download[2]

1. „Tak na oko” – 2:31

## Notowania

### Pozycje na listach airplay
| Kraj   | Lista (2021)      | Najwyższa pozycja |
| ------ | ----------------- | ----------------- |
| Polska | AirPlay – Top     | 18                |
| Polska | AirPlay – Nowości | 1                 |

## Certyfikaty
| Kraj          | Certyfikat      | Sprzedaż |
| ------------- | --------------- | -------- |
| Polska (ZPAV) | platynowa płyta | 50 000+  |

## Wyróżnienia
| Rok  | Konkurs                            | Kategoria          | Rezultat    |
| ---- | ---------------------------------- | ------------------ | ----------- |
| 2021 | Top of the Top Sopot Festival 2021 | Bursztynowy Słowik | Nominacja   |
| 2021 | Przebój roku RMF FM 2021           | Przebój roku       | 46. miejsce |